# NASA X-57

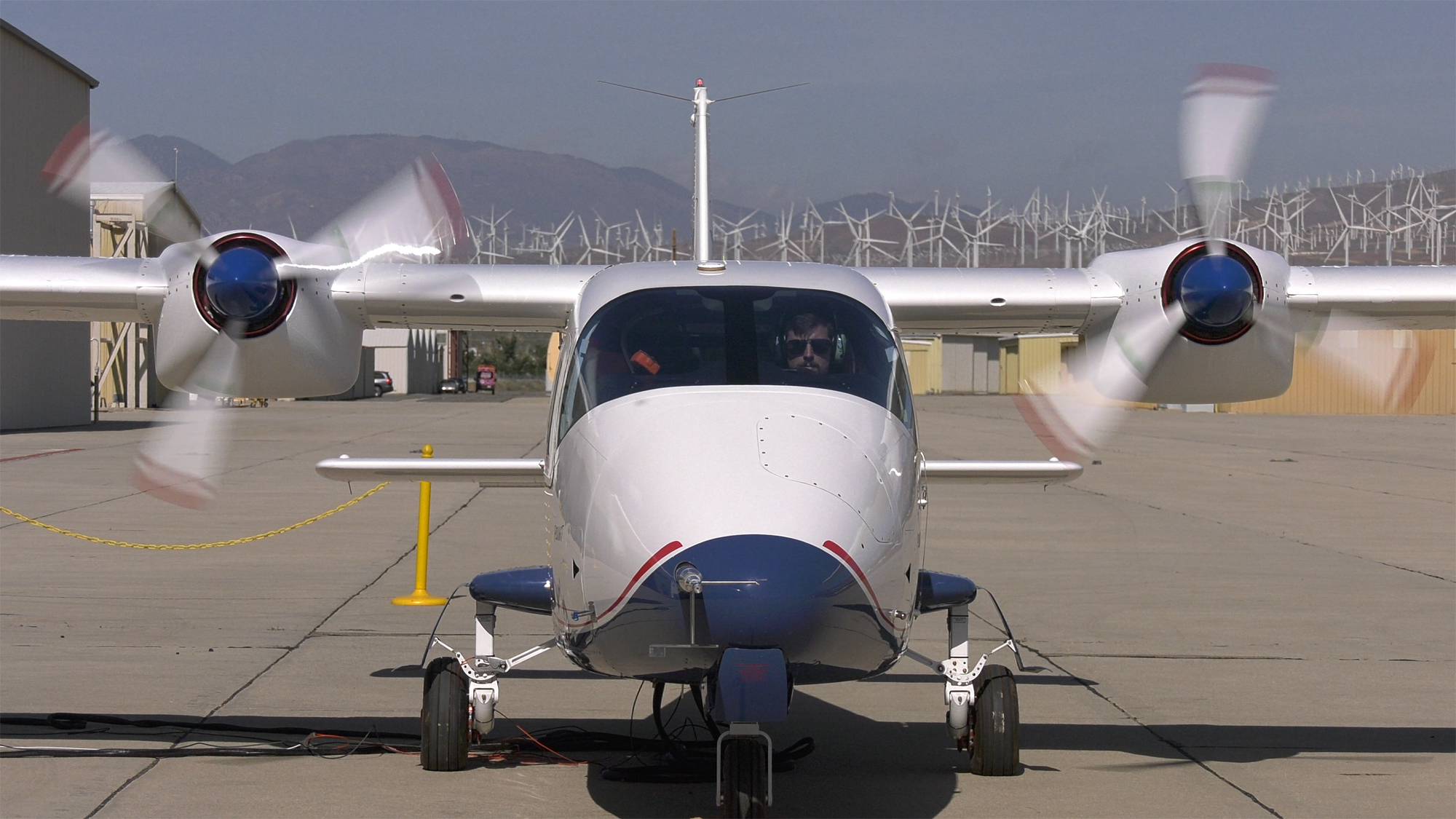
Bodentest der Elektromotor-Propeller-Antriebseinheiten am 20. Juni 2019

Die NASA X-57 Maxwell ist ein Technologieerprobungsträger der NASA zur Erforschung eines umweltfreundlichen, leisen und effizienten Antriebes. Das Elektroflugzeug sollte mit zunächst 2, später 14 Elektromotoren angetrieben und dabei 280 km/h schnell fliegen. Aufgrund technischer Schwierigkeiten wurde das Programm, ohne einen durchgeführten Flug, zum September 2023 eingestellt.

## Konstruktion
Die Flugzeugzelle basiert auf der Tecnam P2006T des italienischen Flugzeugherstellers S.R.L. Costruzioni Aeronautiche Tecnam. Die für den Antrieb notwendige Energie sollten rund 400 Kilogramm schwere Batterien liefern, die eine Flugdauer von rund einer Stunde ermöglichen. Das Projekt startete offiziell im Juni 2016 mit dem Ziel Erfahrungen mit mehreren elektrischen Antrieben zu sammeln auch bezüglich deren Zulassung. Dazu waren mehrere Etappen geplant: In der Ersten sollten die zwei Verbrennungsmotoren mit zwei Elektroantrieben ersetzt werden, dann sollten die neuen Antriebe ihre Energie aus Batterien erhalten. In einem Dritten Schritt wäre ein neuer Flügel hinzugekommen, an dem die ganzen Elektroantriebe Platz gefunden hätten und im letzten Schritt wären 12 Motoren an dem Flügel montiert worden.
Ab Januar 2018 testete die NASA Antriebe mit Luftschrauben von MT-Propeller aus Straubing, welche für die Reiseflugmotoren verwendet werden sollen.
Probleme mit der Haltbarkeit der Motoren sowie die mangelnde Verfügbarkeit wichtiger Komponenten führten im Juni 2023 zur Einstellung des Programms per September 2023. Das Team schaffe es nicht, bis zum Ende des Projekts „zulässige Flugbedingungen zu erreichen“. Trotzdem gewann die NASA wichtige Erkenntnisse aus dem abgebrochenen Projekt, insbesondere das neu entwickelte Batteriesystem und die Vermeidung einer Erhitzung des Systems, sowie die Entwicklung von luftgekühlten Kontrollern für die elektrischen Antriebe mit einem Wirkungsgrad von 98 Prozent und dem Bau eines Filters, der Interferenzen mit dem Bordsystem verhinderte. Das Design und die gewonnenen Erkenntnisse werden nun der Industrie zur Verfügung gestellt.

## Technische Daten
| Kenngröße                                      | Daten der Konfiguration Mod. IV  |
| ---------------------------------------------- | -------------------------------- |
| Flugzeugmasse                                  | 3.000 lb (ca. 1.400 kg)          |
| Reisegeschwindigkeit in 8.000 ft (ca. 2.400 m) | 172 kn (ca. 320 km/h)            |
| Startgeschwindigkeit                           | 58 kn (107 km/h)                 |
| Dienstgipfelhöhe                               | 14.000 ft (ca. 4.300 m)          |
| Batterien                                      | 860 lb (ca. 390 kg)              |
| Kapazität der Batterien                        | 69,1 kWh, davon 47 kWh nutzbar   |
| Triebwerke für den Start                       | 14 Elektromotoren mit je 10,5 kW |
| Triebwerke für den Reiseflug                   | 2 Elektromotoren mit je 60 kW    |